# Славомолишки говор
Славомолишки говор је говор молишких Словена који се одржао до данашњих дана упркос окружености италијанским говорним подручјем.

## Пример
из Хрватске новине: Таједник Градишћанских Хрватов:
SIN MOJ

Mo prosič solite saki dan

ma što činiš, ne govoreš maj

je funia dan, je počela noča,

maneštra se mrzli za te čeka.

Letu vlase e tvoja mat

gleda vane za te vit.

Boli život za sta zgoro,

ma samo mat te hoče dobro.

Sin moj!

Nimam već suze za još plaka

nimam već riče za govorat.

Srce se guli za te misli

što ti prodava, oni ke sve te išće!

Palako govoru, čelkadi saki dan,

ke je dola droga na vi grad.

Sin moj!

Tvoje oč, bihu toko lipe,

sada jesu mrtve,

Boga ja molim, da ti živiš

droga ja hočem da ti zabiš,

doma te čekam, ke se vrniš,

Solite ke mi prosiš,

kupiš paradis, ma smrtu platiš.

## Литерарура и речници
- Agostina Piccoli, Antonio Sammartino: Dizionario dell'idioma croato-molisano di Montemitro = Rječnik moliškohrvatskoga govora Mundimitra, Fond A. Piccoli-Matica hrvatska, Загреб, 2000.,  9531505977
- Antonio Sammartino, Весна Љубић-Нилушић: Grammatica della lingua Croato-Molisana = Gramatika moliškohrvatskoga jezika, Profil International
- Duga staza postojanja : antologija pjesama na hrvatsko-moliškom jeziku = Il sentiero lungo dell' esistenza : antologia di poesie in lingua Croato-Molisana a cura di Sandro Galantini / уредништво Илда Бегоња-Видовић, Друштво пријатеља молишких Хрвата, Сплит, 1993.
- Narodne pjesme na ikavsko-štokavskom govoru stanovnika hrvatskog podrijetla Mundimitra - Sti Filića - Kruča - u pokrajini Molise - Srednja Italija = Popular Songs in the Dialect of the Croatian Colonies in Central Italy : Canti popolari nel dialetto delle colonie croate del Molise / ur. Božidar Vidov, Торонто, 1977.